# 方攸躋
方攸躋（1512年—？），字君敬，號篆石，福建興化府莆田縣人，民籍，明朝政治人物。

## 生平
嘉靖二十八年（1549年）己酉科福建鄉試第七十七名舉人，二十九年（1550年）庚戌科三甲第一百五十二名進士。三十一年（1552年）授廣東順德縣知縣。擢南京戶部主事，遷員外郎。

## 著作
工詩，有《陳巖草堂詩集》。

## 家族
曾祖方朝深，累封南京禮部郎中 贈都察院右副都御史；祖父方良節，廣東左布政使；父方重熙，字思緝，號靜軒，正德十一年丙子舉人。前母林氏；母翁氏。永感下。從兄方叔猷（貢士），兄方攸塈（通事舍人），弟方攸寧、方攸宜、方攸居（監生）、方攸敘、方攸同、方攸賓。